# Nizozemsko na Letních olympijských hrách 1932
Nizozemsko na Letních olympijských hrách 1932 v kalifornském Los Angeles reprezentovala výprava 45 sportovců, z toho 31 mužů a 14 žen v 9 sportech.

## Medailisté
| Medaile | Jméno                                                             | Sport      | Disciplína                          |
| ------- | ----------------------------------------------------------------- | ---------- | ----------------------------------- |
| Zlato   | Jacques van Egmond                                                | Cyklistika | Muži 1000 m sprint                  |
| Zlato   | Charles Pahud de Mortanges                                        | Jezdectví  | Jezdecká všestrannost - jednotlivci |
| Stříbro | Jacques van Egmond                                                | Cyklistika | Muži 1000 m s pevným startem        |
| Stříbro | Aernout van Lennep Karel Schummelketel Charles Pahud de Mortanges | Jezdectví  | Jezdecká všestrannost - družstvo    |
| Stříbro | Willy den Oudenová                                                | Plavání    | Ženy 100 m volný styl               |
| Stříbro | Corrie Laddé Willy den Oudenová Puck Oversloot Marie Vierdag      | Plavání    | Ženy štafeta 4 × 100 m volný styl   |
| Stříbro | Bob Maas                                                          | Jachting   | Muži třída Monotype                 |